# Hans Regnéll
Hans Otto Regnéll, född den 30 januari 1919 i Lund, död där den 18 april 2000, var en svensk filosof. Han var bror till Gerhard och Carl Göran Regnéll.
Regnéll var elev till Alf Nyman och har beskrivits som den siste representanten för Lundafilosofin. Han blev docent i teoretisk filosofi 1949 i Lund och fick professors namn 1977. Regnéll var länge medarbetare i Hans Larsson Samfundets bokserie Insikt och Handling.
Hans Regnéll är begravd på Östra kyrkogården i Lund.